# Luhuatan (sockenhuvudort i Kina, Hunan Sheng, lat 28,67, long 111,42)
Luhuatan (kinesiska: 芦花潭, 芦花潭乡) är en sockenhuvudort i Kina. Den ligger i provinsen Hunan, i den södra delen av landet, omkring 160 kilometer väster om provinshuvudstaden Changsha. Antalet invånare är 12 460. Befolkningen består av 5 981 kvinnor och 6 479 män. Barn under 15 år utgör 14,0 %, vuxna 15-64 år 71 %, och äldre över 65 år 14,0 %.
Runt Luhuatan är det ganska tätbefolkat, med 207 invånare per kvadratkilometer. Närmaste större samhälle är Taohuayuan, 12,0 km norr om Luhuatan. I omgivningarna runt Luhuatan växer i huvudsak blandskog.
Genomsnittlig årsnederbörd är 1 918 millimeter. Den regnigaste månaden är maj, med i genomsnitt 316 mm nederbörd, och den torraste är december, med 44 mm nederbörd.